# Nuoro (tỉnh)
Nuoro (Tiếng Ý: Provincia di Nuoro; tiếng Sardinia: Provìntzia de Nùgoro) là một tỉnh ở vùng đảo tự trị Sardinia ở Ý. Tỉnh lỵ là thành phố Nuoro.
Tỉnh này có diện tích 3.934 km², tổng dân số là 164.260 (điều tra dân số năm 2001). Có 52 đô thị ở tỉnh này, đô thị lớn nhất là Nuoro (dân số: 36.678), Macomer (11.116), và Siniscola (10.954). (nguồn: Viện thống kê quốc gia Italia( Lưu trữ ngày 7 tháng 8 năm 2007 tại Wayback Machine).